# Gawriil Dmitrijewitsch Katschalin
Gawriil Dmitrijewitsch Katschalin (russisch Гавриил Дмитриевич Качалин; * 4. Januarjul. / 17. Januar 1911greg. in Moskau, Russisches Kaiserreich; † 23. Mai 1995 ebenda) war ein sowjetischer Fußballspieler und -trainer. Seine Laufbahn als Spieler wurde früh durch den Zweiten Weltkrieg beendet. Katschalin wurde als langjähriger Trainer der sowjetischen Nationalmannschaft bekannt, die unter seiner Leitung an drei Weltmeisterschaftsendrunden teilnahm und sowohl bei der Europameisterschaft 1960, als auch beim olympischen Fußballturnier 1956 die Goldmedaille gewinnen konnte.

## Laufbahn als Spieler
Katschalin begann seine Laufbahn als Spieler 1928 in Kasan, aber erst 1936 nach dem Wechsel zum Hauptstadt-Club Dynamo spielte er für einen sowjetischen Top-Verein. Mit diesem konnte der defensive Mittelfeldspieler 1937 und 1940 die Meisterschaft, sowie 1937 den Pokal der UdSSR erringen, seine Karriere endete durch den Beginn des Großen Vaterländischen Kriegs früh. Während Katschalin aktiver Zeit konnte die Sowjetunion wegen eines Boykotts der FIFA, der mit einer Androhung des Fifa-Ausschlusses bei Zuwiderhandlung verbunden war, an keinem offiziellen Länderspiele teilnehmen, so dass er lediglich bei einem inoffiziellen Auswahlspiel gegen die baskische Fußballauswahl kam.

## Trainerlaufbahn
Direkt nach dem Krieg begann er als Trainer in Moskau. Sein erster wichtiger Verein war ab 1949 Lokomotive Moskau, konnte den Club aber nicht aus dem Mittelfeld der sowjetischen Liga herausführen. Zum Jahreswechsel 1954/55 wurde er erstmals als Trainer der sowjetischen Nationalmannschaft berufen, um für das olympische Turnier 1956 eine konkurrenzfähige Mannschaft zu formen. Nach dem Olympiasieg wurde die Auswahl nicht, wie nach dem Scheitern 1952, aufgelöst. Stattdessen beschloss die UdSSR, erstmals an Weltmeisterschaften teilzunehmen und Katschalin wurde weiter mit der Leitung der Mannschaft betraut. Nach der erfolgreichen Qualifikationsrunde konnte Katschalins Team in der Gruppenphase England und den Dritten von 1954, Österreich, hinter sich lassen. Dennoch trat Katschalin von seinem Traineramt zurück, wurde aber kurz vor der Endrunde der ersten Europameisterschaft 1960 ins Amt zurückgerufen. Nach dem Titelgewinn wurde er erneut mit der Formung eines Teams für die folgende Weltmeisterschaft 1962 betraut, trat aber nach dem erneuten Endrunden-Aus im Viertelfinale zurück.
Diesmal wechselte er nicht in das sowjetische Sportministerium, sondern wurde Vereinstrainer beim Aufsteiger in die sowjetische Elite-Liga Paxtakor Taschkent, die er zu einem desaströsen letzten Platz mit acht Punkten Abstand auf den Klassenerhalt führte. Trotzdem wurde er zum Trainer von Dinamo Tiflis berufen, das er im Folgejahr erstmals und als erst zweite nichtmoskauer Mannschaft nach Dynamo Kiew zur sowjetischen Meisterschaft führen konnte.
1965 wurde er wieder Verbandstrainer, zuerst für ein Jahr als Cheftrainer der Jugendnationalmannschaft, 1966 bis 1968 als Verantwortlicher des Olympiateams, wurde jedoch trotz der knapp gescheiterten Qualifikation zur Endrunde des olympischen Fußballturniers 1968 nach der EM im selben Jahr wieder zum Cheftrainer der A-Auswahl befördert. Nach dem dritten Weltmeisterschaftsturnier 1970, bei dem Katschalin die UdSSR bis ins Viertelfinale führen konnte, wo er aber scheiterte, trat er zum dritten und letzten Mal vom Posten des sowjetischen Nationaltrainers zurück.
Er wurde wieder Vereinstrainer und konnte in folgenden drei Jahren mit zwei verschiedenen Teams dreimal in Folge die Bronzemedaille der sowjetischen Meisterschaft (1971, 1972 mit Dinamo Tiflis, 1973 mit FK Dynamo Moskau) erringen. Bei seinem letzten Einsatz als Trainer einer Klubmannschaft 1975 bei Paxtakor Taschkent musste er jedoch den zweiten Abstieg mit dem Club in seinem zweiten Engagement hinnehmen.
Nach Ende seiner Laufbahn als Vereinstrainer wurde Katschalin Direktor der Fußballschule von Dynamo Moskau und Funktionär in der Fußballjugendausbildung in der UdSSR.
Daneben war Katschalin Mitglied des technischen Komitees der FIFA.